# Roselin vineux
Carpodacus vinaceus
Espèce
Statut de conservation UICN

 LC  : Préoccupation mineure
Le Roselin vineux (Carpodacus vinaceus) est une espèce de passereaux de la famille des Fringillidae.

## Distribution
So aire s'étend à travers le Yunnan et le centre de la Chine ; il hiverne au Népal.

## Taxinomie
L'ancienne sous-espèce Carpodacus vinaceus formosana Ogilvie-Grant, 1911 est désormais considérée par le Congrès ornithologique international comme une espèce distincte : le roselin de Taïwan (Carpodacus formosanus).

## Habitat
Le roselin vineux habite les forêts mixtes et feuillues avec leurs lisières et leur clairières en privilégiant la zone arbustive (fourrés de bambous, buissons, arbrisseaux) entre 2000 et 3400 m d’altitude.

## Alimentation
Elle est très peu documentée et de façon très généraliste par la littérature classique (pousses, bourgeons, feuilles, graines et fruits de différentes plantes). Plusieurs photos (in Ottaviani 2008) révèlent que l’espèce se nourrit de petites fleurs de plantes herbacées dont un Polygonum campanalatum, de graines d’un séneçon Senecio sp. et de baies d’un sureau Sambucus sp.

## Nidification
Elle n’est pas documentée hormis deux photos (in Ottaviani 2008) de juvénile, l’un se faisant nourrir par la femelle hors du nid et un autre à peine sevré et ayant également quitté le nid.